# Phragmatobia obscura
Phragmatobia obscura là một loài bướm đêm thuộc phân họ Arctiinae, họ Erebidae.